# Carlos Alberto Zanata Amato
 Carlos Alberto Zanatta Amato, mais conhecido como Zanata (São José do Rio Pardo, 6 de setembro de 1950), é um ex-jogador e técnico brasileiro de futebol, que atuou como volante e meia-armador durante sua carreira profissional, em equipes como o Flamengo, o Vasco da Gama, o Monterrey e o Coritiba.
Como treinador, trabalhou em equipes como o Vasco da Gama, o Ceará, o Fortaleza, o Guarani, o Avaí e o Paysandu. Bem como no Oriente Médio, como o Al-Ahli da Arábia Saudita e o Al-Wasl dos Emirados Árabes.
No dia 12 de outubro de 1995, lançou o ex-meia Pedrinho ao time profissional do Vasco da Gama. "Eu tinha passado por toda base do Vasco, e o Zanata, que era o treinador da equipe júnior, assumiu o profissional. No seu segundo jogo como treinador profissional e ele já me subiu", disse Pedrinho.

## Títulos
Flamengo
- Campeonato Carioca: 1972
- Taça Guanabara: 1970 e 1972
- Torneio do Povo de 1972
- Torneio Internacional de Verão de 1972

Vasco da Gama
- Campeonato Brasileiro: 1974
- Campeonato Carioca: 1977
- Taça Guanabara: 1976 e 1977
- Torneio Quadrangular do Rio de Janeiro: 1973
- Taça Manoel do Nascimento: 1977
- Taça Oscar Wright da Silva: 1974
- Taça Danilo Leal Carneiro: 1975
- Torneio Erasmo Martins Pedro: 1973
- Troféu Pedro Novaes:1973
- Taça Cidade de Cabo Frio: 1975
- Torneio Heleno Nunes: 1976
- Torneio Imprensa de Santa Catarina: 1977

### Como Treinador
Ceará
- Campeonato Cearense: 1984[7]

Vasco da Gama
- Troféu Ramón de Carranza: 1988[8]

Vasco da Gama (Juniores)
- Torneio Otávio Pinto Guimarães: 1995
- Campeonato Carioca (sub-20): 1995[9]

## Prêmios
- Bola de Prata: 1970
- Seleção do Campeonato Brasileiro de 1970
- Jogador do ano: Melhor jogador do Vasco na temporada 1973.
- 14° jogador com mais partidas pelo Vasco da Gama em Campeonatos Brasileiros (120 jogos).
- Entre os históricos Camisas 8 do Vasco da Gama.